# (4633) Marinbica
(4633) Marinbica es un asteroide perteneciente al cinturón de asteroides, descubierto el 14 de enero de 1988 por Henri Debehogne desde el Observatorio de La Silla, Chile.

## Designación y nombre
Designado provisionalmente como 1988 AJ5. Fue nombrado Marinbica en honor al profesor rumano de física y astronomía Marin Dacian Bica, también fue tutor de estudiantes de secundaria que participaron en unas Olimpiadas Internacionales de Astronomía y Astrofísica.

## Características orbitales
Marinbica está situado a una distancia media del Sol de 3,183 ua, pudiendo alejarse hasta 3,704 ua y acercarse hasta 2,663 ua. Su excentricidad es 0,163 y la inclinación orbital 1,147 grados. Emplea 2075 días en completar una órbita alrededor del Sol.

## Características físicas
La magnitud absoluta de Marinbica es 13. Tiene 13,407 km de diámetro y su albedo se estima en 0,068.